# 돈 프레이저
돈 프레이저(Dawn Fraser, OA, MBE, 1937년 9월 4일~)는 오스트레일리아의 수영 선수이며, 올림픽에서 한 종목(100m 자유형)에서 3연승을 한 첫 선수이다.
오스트레일리아 안에서는 선수로서의 업적 뿐 아니라 과격한 언행으로도 알려져 있기도 하다.

## 어린 시절
1937년 9월 4일, 시드니의 외곽 벌메인(Balmain)의 노동자 계급 집안에서 4남 4녀 중 막내로 태어났다. 7명의 언니, 오빠들이 귀에다 대고 이름을 부르면 좋아서 까르르 웃곤 하는 등 화목한 어린시절을 보냈으나, 돈은 이내 천식을 앓게 되었다. 그럼에도 불구하고 돈은 14세의 나이로 시드니의 코치 해리 갤러거의 가르침으로 수영을 시작하였다.

## 수영 선수 경력
돈 프레이저는 1956년부터 1964년까지 3개의 올림픽에 참가하면서 4개의 금메달을 포함한 8개의 올림픽 메달과 6개의 코먼웰스 게임 금메달을 획득하였다. 100m 자유형 기록은 1956년 12월 1일부터 1972년 1월 8일까지 15년 동안 그녀의 것이었다.
100m 자유형 3연승을 하면서 그녀는 올림픽 역사상 한 종목의 3연승을 한 수영 선수 2명 중의 처음이었다.
1962년 10월에 그녀는 100m 자유형을 1분 적은 시간에 헤엄친 첫 여성 선수가 되었다. 프레이저가 은퇴한 지 8년 후인 1973년까지 58.9초 기록이 깨지지 않았다.
1964년 도쿄 올림픽에서 프레이저는 수영 팀 스폰서들과 오스트레일리아 수영 연합에게 개막식에서 그들의 소원에 대항하면서 행렬함과 스폰서들이 공급한 수영복보다 편한 옛날식 수영복을 입는 것에 대하여 화를 냈다고 한다. 그녀는 또한 고쿄 밖에 게양된 오륜기를 훔치기도 하였다. 체포된 프레이저는 죄없이 풀려나고 히로히토 천황은 오륜기를 그녀에게 기념품으로 주었다고 한다. 한편 오스트레일리아 수영 연합은 그녀를 10년 동안 출전을 금지시켰다.

## 그밖의 활동
프레이저는 벌메인의 리버뷰 호텔에서 선술집 주인이 되어 수영 코치를 맡았다. 1988년 뉴사우스웨일스주 주의회의 벌메인 의석을 위한 독립적 의원이 되었다가, 1991년 의석이 폐지되면서 정계를 떠났다.

## 명예
돈 프레이저는 1964년 '올해의 오스트레일리아인(Australian of the Year)'으로 선정되었으며, 1967년 대영 제국 훈장 5등급(MBE), 1998년 오스트레일리아 훈장 오피서(AO)를 받았다. 1998년에는 오스트레일리아 역사상 가장 위대한 여성 선수로 선정되기도 하였다. 또한 그녀는 스포츠 오스트레일리아 명예의 전당에 의하여 '이 세기의 오스트레일리아 여성 선수'로 선정되었고, 1999년에 IOC는 그녀를 '세계에서 가장 위대한 생존 여성 수상 스포츠 챔피언'으로 선정하였다.
2000년 시드니 올림픽 개막식 성화 봉송 주자로 출연하기도 하였다.
오스트레일리아 스포츠 상들에는 프레이저의 명예를 기념하여 그녀의 이름을 딴 상을 포함하고 있다. 또한 시드니 페리선들 중에 그녀의 이름을 딴 페리가 있으며 시드니의 파라마타 강에서 운영되고 있다.

## 같이 보기
- 올림픽 다관왕 목록
- 올림픽 수영 여자 메달리스트 목록
- 수영 자유형 100m 세계 기록 추이
- 수영 자유형 200m 세계 기록 추이
- 수영 계영 400m 세계 기록 추이